# Ruprecht von Horhusen
Ruprecht von Horhusen  († 1336) war ein Benediktinermönch und von 1306 bis zu seinem Tod Fürstabt von Corvey.

## Leben
Abt Ruprecht entstammte dem westfälischen Adelsgeschlecht Horhusen, das als Ministeriale der Reichsabtei Corvey in Horhusen an der Diemel bei Marsberg begütert war. Eine wichtige Aufgabe während seines Abbatiats war die territoriale Sicherung des Stiftsgebiets gegen konkurrierende Herrschaftsansprüche benachbarter Territorialherren. So erbaute er 1315 gemeinsam mit dem Paderborner Fürstbischof Dietrich II. von Itter Burg Blankenau sowie die Tonenburg, die unmittelbar darauf aber bereits von Hermann von Everstein erobert wurde. Letztere fiel 1332 an die Brüder Otto und Magnus von Braunschweig, die gleichzeitig auch die Hälfte der Stadt Höxter und das Öffnungsrecht aller Schlösser des Stifts durchsetzten. Mit Fürstbischof Bernhard V. von Paderborn errichtete er 1332 Burg Beverungen, die zusammen mit der noch zu errichtenden Stadt paderbornisch-corveyischer Gemeinschaftsbesitz werden sollte.